# Nikołaj Gorkopa
Nikołaj Aleksandrowicz Gorkopa, ros. Николай Александрович Горгопа (ur. ?, zm. w marcu 1951 w Mannheim) – rosyjski wojskowy (podpułkownik), dowódca kompanii jednej z dywizji piechoty Sił Zbrojnych Komitetu Wyzwolenia Narodów Rosji pod koniec II wojny światowej.
W 1911 r. ukończył korpus kadetów w Odessie, zaś w 1913 r. szkołę kawaleryjską w Jelizawetgradzie. Służył w 11. Pułku Dragonów. Brał udział w I wojnie światowej. W 1918 r. wstąpił do nowo formowanych wojsk Białych. Objął dowództwo szwadronu 2. Drozdowskiego Pułku Konnego. Doszedł do stopnia podpułkownika. W połowie listopada 1920 r. wraz z wojskami Białych został ewakuowany z Krymu do Gallipoli. Okres międzywojenny przeżył na emigracji. Po ataku wojsk niemieckich na Związek Socjalistycznych Republik Radzieckich 22 czerwca 1941 r. przybył do III Rzeszy. Jesienią 1944 r. objął dowództwo kompanii jednej z dywizji piechoty nowo sformowanych Sił Zbrojnych Komitetu Wyzwolenia Narodów Rosji.